# Чіча
«Чіча» — радянський комедійний художній фільм 1991 року, режисера Віталія Мельникова.

## Сюжет
Головний герой Степан Чічулін на прізвисько «Чіча» співає в провінційному військовому хорі тенором. Одного разу, коли хор відправили на допомогу міліції на мітинг, за ним кинулися в погоню розпалені громадяни. Рятуючись від переслідувачів, Чічулін несподівано заревів на них страшним басом (рядок з «La calunnia» Россіні). Виявилося, що Чічулін вже давно таємно вправляється в басовому співі на якомусь секретному об'єкті, і не збирається і в подальшому афішувати свій дар.
Однак далі події розвиваються незалежно від його волі: про талант дізнаються в ансамблі, і художній керівник-полковник звільняє його з хору, оскільки новий голос Чічі дуже хороший. Дружина Степана робить рішучі дії і їде в Москву, щоб «прилаштувати кудись» голос чоловіка.
Поки її немає, Чіча намагається заробити, виступаючи на базарі з класичним репертуаром. Його колишній колега по хору, давно займається на тому ж базарі музичним промислом, пропонує спільну справу. Тільки пісні Чічі не годяться — потрібно виконувати щось простіше, в дусі Віллі Токарєва. Чічулін згоден і на це — але тільки якщо басом. Заради нового бізнесу Чіча відмовляється від співу в церкві, куди було влаштувався.
Поступово до партнерів приходить фінансовий успіх. Чіча співає по ресторанам «під Челентано» та інших популярних артистів, потихеньку відходячи від свого «басового принципу». А заради того, щоб покарати рекетирів, які розгромили бізнес Чічі і його приятеля, йому доводиться тоненьким голосом виконувати для їх начальника, кримінального авторитета, що лежить в лікарні в повній нерухомості під шаром гіпсу, пісні «Ласкавого мая».
Повернувшись зі столиці, дружина Чічі повідомляє, що знайшлася одна зачіпка — в Малому експериментальному оперному театрі зацікавилися його записами. Чічуліни швидко збираються і їдуть в Москву. Однак по дорозі з'ясовується, що голоса у Чічі вже немає.

## У ролях
- Михайло Дорофєєв —  Степан Чічулін (Чіча)
- Ніна Усатова —  Люся, дружина Чічуліна
- Борислав Брондуков —  полковник Ігнатій Мазай
- Сергій Сазонтьєв —  Олександр Петрович Капітонов (Капа), людина-оркестр
- Михайло Кабатов —  Кирило, син Чічуліна
- Валерія Мулакевич —  Марія, дочка Чічуліна
- Іван Смирнов —  Вова, молодший син Чічуліна
- Віктор Борцов —  Ярошенко, соліст-бас
- Юліан Макаров —  Серафим, сторож
- Ігор Дмитрієв —  Рудницький, конферансьє
- Артур Ваха —  Артур, рекетир
- Віктор Бичков —  учасник ансамблю

## Знімальна група
- Режисер — Віталій Мельников
- Сценарист — Володимир Вардунас
- Оператор — Валерій Мюльгаут
- Композитор — Вадим Біберган
- Художник — Андрій Васін